# Brochwel Ysgithrog
Brochwel Ysgithrog, o Brochwel ap Cyngen, en llatí Brogmaglus, (? – ca 560) va ser un rei de Powys que visqué al segle vi. El malnom Ysgithrog significaria el dels ullals, i tant es podria referir a una dentadura prominent, un casc amb banyes o a un caràcter molt incisiu.
Va ser fill de Cyngen Glodrydd, encara que segurament no el primer (d'acord amb la llei gal·lesa, hauria heretat el tron, i a Cyngen el succeí Pasgen, doncs, el primogènit); i de santa Tudlwystl, filla de Brychan ap Gwyngwen ap Tewdr. Segons les cròniques, Brochwel esposà Arddyn Benasgel, filla del rei Pabo Post Prydain, i tingueren pel cap baix dos fills, el futur rei Cynan Garwyn i sant Tysilio, que fundà l'església de Meifod i donà nom a una illa de l'estret de Menai. Altres autors n'hi afegeixen diversos més: Mawn ap Brochfael (nat ca 551), Iago ap Brochfael (ca 554), Broniarth ap Brochfael i Deuddwr ap Brochfael, aquests dos morts en la batalla de Chester de vora el 613, i Mathew Hen ap Brochfael (El Vell).